# 愛のプレリュード
「愛のプレリュード」（原題： We've Only Just Begun）は、ポール・ウィリアムズ作詞、ロジャー・ニコルズ作曲の楽曲。カーペンターズのカバーで知られる。
「ローリング・ストーンの選ぶオールタイム・グレイテスト・ソング500」（2010年版）では414位にランクされている。

## 概要
元々は、カリフォルニア州のクロッカー・ナショナル銀行のCMソングとして制作され、題の通り「2人はまだ始まったばかり（We've Only Just Begun）」と結婚によって新しい人生を踏み出すことについて歌われている。
その後、ニコルズの友人であるスモーキー・ロバーズ（Smokey Roberds）がこの曲を気に入り、ウィリアムズとニコルズにフル・バージョンを書くよう依頼、フレディ・アレン（Freddie Allen）の変名でこの曲を録音し、カリフォルニアではローカル・ヒットしたものの、全米的なヒットにはならなかった。
作詞者のウィリアムズ自身のバージョンは、彼とニコルズが2人の名義で発表したアルバム『We've Only Just Begun』（1970年）とソロ・アルバム『Just an Old Fashioned Love Song』（1971年）に収録されている。

## カーペンターズのカバー
リチャード・カーペンターがCMを見て、ウィリアムズとニコルズに「シングルにしたいんだけどフル・バージョンはあるかい？」と尋ねたが、作られていなかった。しかし、2人は「もちろんあるとも」と答えたと言う。その後、CMに使われた以外の部分を作り、それをリチャードがアレンジした。この曲は、アレンジャーとしてのリチャードの能力と、ボーカルとしてのカレン・カーペンターの能力が最も発揮されているということで、リチャードは「カーペンターズの代表曲を挙げるなら『愛のプレリュード』だな」と語っている。
1970年8月21日、シングルA面として発売。B面は「私のすべてをあなたに（All of My Life）」。カーペンターズのヴァージョンは、『ビルボード』では、1970年10月31日から4週連続2位、この年の年間ランキングにおいて12位を記録した。
「遙かなる影」と共に、グラミーの殿堂入りを果している。

### 演奏者
- カレン・カーペンター - ボーカル、コーラス
- リチャード・カーペンター - コーラス、ピアノ、エレクトリックピアノ、オーケストレーション
- ジョー・オズボーン - ベース
- ハル・ブレイン - ドラムス
- ダグ・ストローン - クラリネット
- 不明 - トランペット、タンバリン

## その他のカバー・バージョン
- ディオンヌ・ワーウィック - 『Very Dionne』（1970年）
- レイ・コニフ&ザ・シンガーズ - 『We've Only Just Begun』（1970年）
- ペリー・コモ - 『It's Impossible』（1970年）
- カーティス・メイフィールド - 『Curtis/Live!』（1971年）
- ラムゼイ・ルイス - 『Back to the Roots』（1971年）
- ポール・ウィリアムズ - 『Just an Old Fashioned Love Song』（1971年）
- クロディーヌ・ロンジェ - 『We've Only Just Begun』（1971年）[5]
- ジョニー・マティス - 『Love Story』（1971年）
- グラント・グリーン - 『Visions』（1971年）
- アニタ・ブライアント - 『Naturally』（1972年）
- ボビー・ウーマック - 『Home Is Where the Heart Is』（1976年）
- リン・アンダーソン - 『The Best of Lynn Anderson - Memories and Desires』（1982年）
- アンディ・ウィリアムス
- ジャック・ジョーンズ
- ヘンリー・マンシーニ
- リベラーチェ
- リチャード・クレイダーマン
- ブラッドリー・ジョセフ
- バリー・マニロウ
- 白鳥マイカ - トリビュートアルバム『イエスタデイ・ワンス・モア〜TRIBUTE TO THE CARPENTERS〜』（2009年）
- NICOTINE - カーペンターズ楽曲のカバーアルバム『GOD SAVE THE CARPENTERS』（2009年）

## その他
- 同名の舞台が2011年に宝塚歌劇団・花組で上演され、この公演を最後にトップスターの真飛聖が退団した。
- スティーブン・キング原作のホラー映画『1408号室』において、ホテルの室内ラジオでエンドレスでかけられている。